# Système éducatif à Macao
L' éducation à Macao est réglementée et coordonnée par le gouvernement, à travers, dans le cas de l'éducation secondaire et primaire la Direction des services d'éducation et de jeunesse et pour l'enseignement supérieur, la Direction de services de l'enseignement supérieur (créé en 2019), tous deux étant des organismes publics et dépendant du Secrétariat aux affaires sociales et à la culture.
Plus concrètement, le gouvernement, en vertu de l'article 121 de la Loi fondamentale, a le pouvoir et l'obligation de définir, par lui-même, les politiques d'éducation, y compris celles relatives à l'éducation et son administration, les langues d'apprentissage, la distribution des fonds, le système d'évaluation, la reconnaissance des qualifications et des diplômes universitaires, en stimulant le développement de l'éducation. Il est également mentionné dans l'article est mentionné que la région administrative spéciale de Macao a pour mission de promouvoir l'éducation obligatoire dans les termes de la loi et que les associations sociales et les individus peuvent promouvoir, en vertu de la législation, plusieurs initiatives en matière d'éducation.

## Système éducatif
Le système éducatif de Macao est composé principalement par les écoles publiques et privées, ces dernières étant subdivisées en deux types: les écoles privées au régime scolaire local et les écoles privées au régime scolaire non local. Les écoles privées peuvent également être classées comme lucratives ou non lucratives.
Macao ne dispose pas d'un système éducatif propre et universel, c'est pourquoi l'on utilise le système éducatif britannique, chinois ou portugais.
Le système éducatif peut être classé en deux catégories:
- le Non-enseignement supérieur qui comprend, selon la loi, toutes les formes de l'éducation, à l'exception de l'enseignement universitaire et l'enseignement polytechnique[3];
- l’enseignement supérieur, qui couvre, conformément à la loi,l'enseignement universitaire et l'enseignement supérieur polytechnique[4], il peut être administré par un établissement d'enseignement supérieur reconnu.

À son tour, le non-enseignement supérieur se divise en deux catégories:
- L' enseignement ordinaire, qui est à son tour divisé en plusieurs niveaux:
  - L'enseignement infantile ou pré-scolaire, dont l'accès est autorisé lorsque l'enfant atteint l'âge de 3 ans[6], pour une durée de 3 ans;
  - L'enseignement primaire, dont l'accès est autorisé lorsque l'enfant est âgé de 6 ans et l'âge maximum de fréquentation est de 15 ans [6], pour une durée de 6 ans;
  - Le secondaire général, dont l'âge limite de fréquentation est de 18 ans [6], pour une durée de 3 ans;
  - L'enseignement secondaire supplémentaire, dont l'âge maximum de fréquentation est de 21 ans [6] , a une durée de 3 ans [7].

- L'éducation continue, qui n'est pas intégrée dans l'enseignement ordinaire, mais qui prétend la compléter, développe différents types d'activités éducatives tels que:
  - L'éducation familiale;
  - L'éducation communautaire;
  - La formation professionnelle;
  - L'éducation récurrente, qui est, selon la loi, offertes aux étudiants qui ne fréquentent pas ou ne l'ont pas terminé avec succès, à l'âge requis, l'enseignement primaire et secondaire, dont l'âge minimum d'accès est de 15 à 16 ans [6],[8].

L'enseignement régulier comprend également l'enseignement professionnel et technique, dont le diplôme est équivalent au de l'enseignement secondaire complémentaire et d'éducation spéciale destinés aux handicapés et dont l'accès est autorisé lorsque l'enfant est âgé au minimum de 3 ans et au maximum de 21 ans .
Les langues chinoises (le cantonais et le mandarin) et anglaise sont enseignées dans la quasi-totalité des écoles locales, alors que le portugais est délaissé (à l'exception évidente de l'École portugaise de Macao), beaucoup plus qu'après le transfert de souveraineté de Macao (1999). D'autres langues, comme le français, existent aussi en option.

### Enseignement non supérieur
Au cours de l'année 2005/2006, il existait à Macao 86 écoles (13 sont publics ou officielles, 60 sont privées mais gratuites et 13 sont privées et payantes), qui composaient l'enseignement non-supérieur, avec plus de 92 000 élèves et 4 490 professeurs.

### Enseignement supérieur

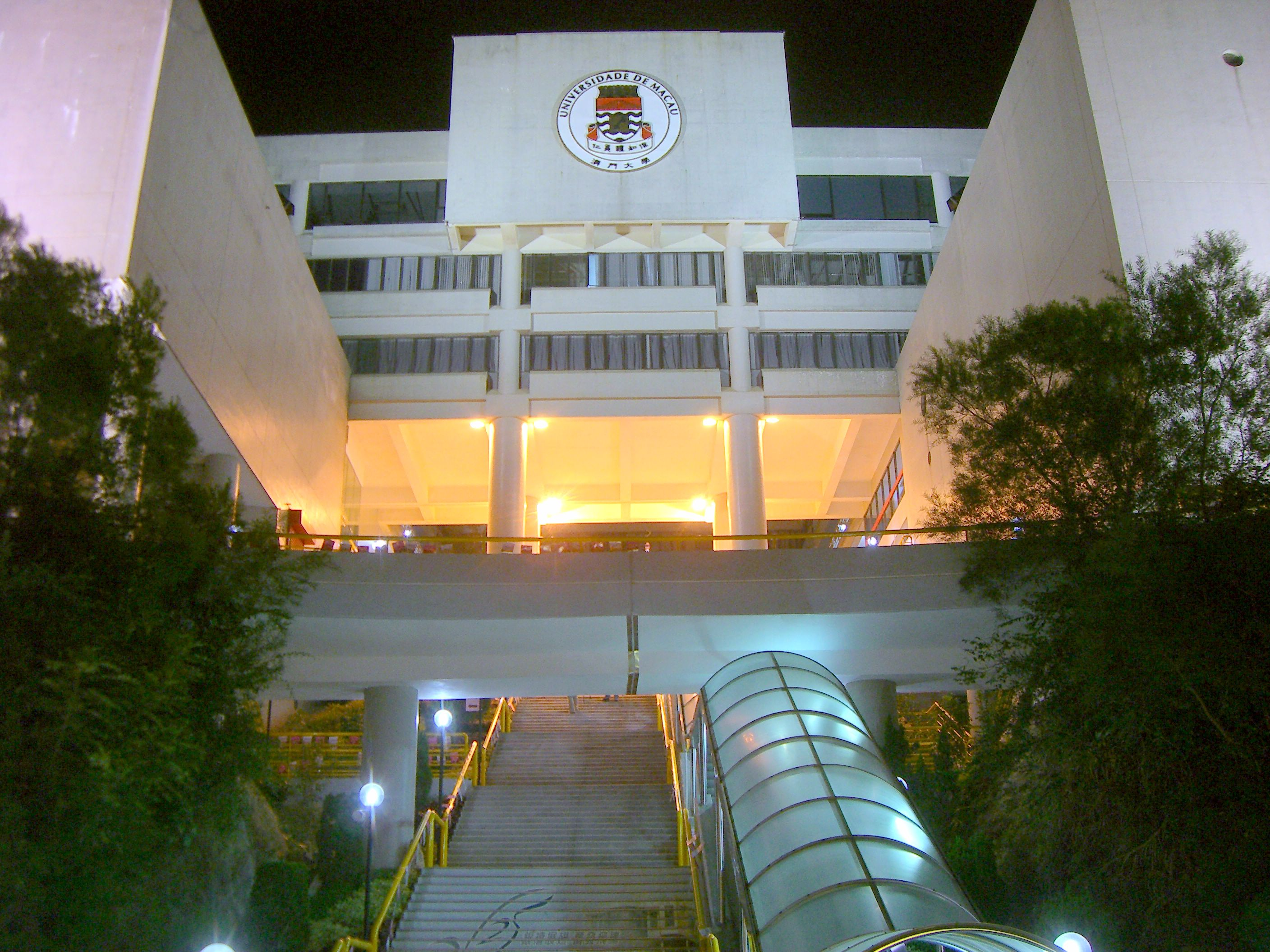
L' Université de Macao,, située à Taipa.

Pour l'année scolaire 2004/2005, il existait à Macao 10 institutions d'enseignement supérieur, quatre publics et six privés. Ces institutions, avec environ 26 000 étudiants et 1 521 enseignants, offrent un total de 252 cours de différents diplômes, baccalauréat, licence, Postgraduate, maîtrise et doctorat.
La plus grande et la plus ancienne université de la région est l' Université de Macao , qui a été créé en 1981, comme une institution privée d'enseignement supérieur, devenue publique en 1991. Plusieurs autres établissements d'enseignement supérieur ont été créés, tels que l' Université de sciences et de technologies de Macao,l'  Institut polytechnique de Macao, l'Institut de formation touristique, l' École d'infirmiers Kiang Wu de Macao, l'  l'Institut millennium de Macao et l' Institut Inter-universitaire de Macao 

## Éducation gratuite et obligatoire
A Macao, l'enseignement obligatoire est appliqué sous une forme universelle et obligatoire à tous les enfants entre 5 et 15 ans. La scolarité gratuite, qui est plus répandue, s'étend sur tout l'enseignement non-supérieur. Ses bénéficiaires sont tous les étudiants résidents à Macao, qui fréquentent les écoles publiques ou officielles et les écoles privées à but non lucratif du régime scolaire local intégré dans le système de scolarité gratuite. Pour les étudiants qui fréquentent les écoles privées payantes ou pour les enseignants d'établissements d'enseignement privé, le gouvernement offre des bourses chaque année pour les soutenir.

## Couverture et qualité
En 2006, le taux d'alphabétisation de la population résidente âgée de 15 ans ou plus était seulement de 93,5 %, avec toutefois une hausse d'environ 2,2 % par rapport à 2001. Mais ce nombre est dû au fait que le taux d'alphabétisation de la population âgée de moins de 65 ans est seulement de 60,1 %. Pour la population âgée de 15 à 19 ans, le taux d'alphabétisation était de 99,7 %, ce qui est beaucoup plus encourageant.
Toujours en 2006 parmi les résidents de Macao âgés de 3 ans ou plus, 20,9 % ont un niveau d'éducation inférieur à l'enseignement primaire, 22,1 % ont terminé l'enseignement primaire, 24,5 % terminé le secondaire général, 21,2 % ont terminé l'enseignement secondaire
complémentaire, et de 11,2 % on atteint l'enseignement supérieur.
Au niveau de scolarité de la population active de Macao, également en 2006, 8,8 % ont un niveau d'éducation inférieur à l'enseignement primaire, 20,1 % ont terminé l'enseignement primaire, 28,4 % ont terminé le secondaire général, 26,3 % ont terminé l'enseignement secondaire complémentaire, et 16,4 % ont atteint l'enseignement supérieur.
Ces chiffres faisant référence au niveau d'éducation de la population résidente de Macao, montrent, entre autres choses, le triste fait que seul un petit nombre de personnes qui ont achevé l'enseignement supérieur même pour l'enseignement complémentaire, sont inquiétantes pour Macao, qui se développe à un rythme rapide et qui a besoin de main d'œuvre et qualifiée.

## Écoles
Les écoles Hou Kong, Pui Ching, Kao Yip et Pui Tou sont quelques-unes des plus connues des dizaines d'écoles chinoises existantes à Macao. Pour l'étude de l'anglais, les meilleures références restent le collège Santa Rosa de Lima et  l'école Sacred Heart.
A Macao, il existe ce que l'on appelle des écoles lusos-chinoises (par exemple, École primaire officielle luso-chinoise Sir Robert Ho Tunget l' école primaire luso-chinoise Tamagnini Barbosa), qui ont été créés afin de trouver un point de rencontre entre les deux principales cultures de Macao (occidentale et chinoise), mais aucune n'a atteint les résultats souhaités.
Pour l'éducation en portugais, les options de son étude sont de plus en plus rares. Auparavant, il y avait certaines écoles (par exemple, le collège Dom Bosco, l' Ecole centrale et le collège Santa Rosa de Lima) et secondaires (par exemple, le collège Dom Bosco, l' École commerciale de Macao et le Lycée de Macao) qui enseignent le portugais. Après la rétrocession de Macao, en 1999, ces options sont de plus en plus limitée. Le collège Dom Bosco, l'un des principaux moteurs de la langue portugaise à Macao,est devenu le Collège Dom Bosco Yuet Wah et a cessé d'enseigner le portugais au profit de l'anglais et du chinois, comme le collège Santa Rosa de Lima. La disparition de l'École commerciale de Macao et du Lycée de Macao a conduit à l'ouverture de l'École portugaise de Macao, la seule école à offrir des programmes similaires à ceux du Portugal et à une éducation en portugais à des élèves de 1 an à 12 ans de scolarité.
Actuellement, il existe encore des écoles qui enseignent le portugais à Macao, pour la plupart en tant que langue étrangère ou comme une activité extra-scolaires.